# JFK (pel·lícula)
JFK és un film d'Oliver Stone (1991) dona versemblança a la teoria que darrere de l'assassinat de J. F. Kennedy hi va haver interessos de la indústria armamentística nord-americana i estava involucrada la CIA i l'FBI; i que es tractava realment d'un cop d'estat encobert. Possiblement els membres més reaccionaris del poder nord-americà de l'època, que volien acabar amb un president massa democràtic i que propugnava, entre altres coses, un acostament amb la Unió Soviètica així com l'assoliment de més drets civils per les comunitats més marginades dels EUA. La pel·lícula està doblada al català.

## Argument
La pel·lícula se centra principalment en la investigació que es realitza per un fiscal de Nova Orleans (Jim Garrison, representat per Kevin Costner) sobre sospitosos de l'assassinat de John F. Kennedy (inclosos anti-castristes cubans) i a partir de les errades i buits que es troben en la investigació de la Comissió Warren (investigació oficial sobre l'assassinat de JFK). El judici al que porta a un dels sospitosos, Clay Shaw (representat per Tommy Lee Jones) l'acaba perdent, ja que aquest és considerat pel tribunal popular com a innocent (donant per segur que no té res a veure amb la CIA), però el mateix tribunal troba que és clar que darrere de l'assassinat de JFK hi ha una conspiració d'Estat.
Posteriorment, després de la mort de Clay Shaw (el 1974), Richard Helms, Director de la CIA, admetia sota jurament l'any 1979 que Clay Shaw sí que havia estat contactat per la CIA. Els documents de l'FBI no podran ser mostrats fins al 2019, i els documents estatals fins al 2029.

## Repartiment
- Kevin Costner: Jim Garrison
- Tommy Lee Jones: Clay Shaw
- Gary Oldman: Lee Harvey Oswald
- Jay O. Sanders: Lou Ivon
- Michael Rooker: Bill Broussard
- Laurie Metcalf: Susie Cox
- Sissy Spacek: Liz Garrison
- Joe Pesci: David Ferrie
- Jack Lemmon: Jack Martin
- Edward Asner: Guy Pla
- Walter Matthau: Russell B. Long
- Kevin Bacon: Willie O’Keefe
- Donald Sutherland: «L. Fletcher Prouty»
- John Candy: Dean Andrews
- Wayne Knight: Numa Bertel
- Gary Grubbs: Al Oser
- Martin Sheen: El narrador (veu, no surt als crèdits)
- Brian Doyle-Murray: Jack Ruby
- Jim Garrison: Earl Warren
- Pruitt Taylor Vince: Lee Bowers, un testimoni
- Jo Anderson: Julia Ann Mercer, un testimoni
- Ellen McElduff: Jean Hill, un testimoni
- Vincent D'Onofrio: Bill Newman, un testimoni
- Lolita Davidovich: Babushka Lady, la filla del Carousel Club
- Sally Kirkland: Rose Cheramie, la prostituta
- Frank Whaley: el « fals » Oswald
- Tony Plana: Carlos Bringuier
- Beata Pozniak: Marina Oswald Porter
- Gary Carter: Michael Paine
- Willem Oltmans: George de Mohrenschildt
- Bob Gunton: un dels periodistes
- Peter Maloney: Coronel Finck, el metge forense
- John Finnegan: Jutge Haggerty
- Pat Perkins: Mattie, la minyona
- Sean Stone: Jasper Garrison, el fill de Jim